# Aída Mar
Aída Mar, nome artístico de Aída de Camilis Rutiglioni (São Paulo, 12 de janeiro de 1907 - São Paulo,Junho de 1975) foi uma atriz brasileira.
Atriz pioneira da Rede Tupi,  participou do TV de Vanguarda e do TV de Comédia sob a direção de Geraldo Vietri. Sua primeira novela foi Alma Cigana em 1964 e depois fez O Direito de Nascer ; O Cara Suja ; Fatalidade ; Sangue Rebelde e Ídolo de Pano, em 1964, todas na TV Tupi.
No cinema esteve em “A Carrocinha” e “O Gato de Madame”, ambos ao lado de Mazzaropi.

## Morte
A atriz morreu em 1975.

## Filmografia

### Televisão
| Ano  | Título                          | Personagem         | Notas                                   |
| ---- | ------------------------------- | ------------------ | --------------------------------------- |
| 1974 | Ídolo de Pano                   | Benta              |                                         |
| 1973 | As Divinas... e Maravilhosas    | Dona Aída          |                                         |
| 1972 | Dom Camilo e os Cabeludos       | —                  | [ 2 ]                                   |
| 1966 | Sangue Rebelde                  | —                  | [ 3 ]                                   |
| 1965 | Fatalidade                      | —                  |                                         |
| 1965 | O Cara Suja                     | —                  |                                         |
| 1964 | O Direito de Nascer             | Madre              |                                         |
| 1964 | Alma Cigana                     | Madre              |                                         |
| 1962 | TV de Vanguarda                 | —                  | Episódio: "História de Um Herói"        |
| 1960 | TV de Vanguarda                 | —                  | Episódio: "Festival Brasileiro"         |
| 1960 | TV de Vanguarda                 | —                  | Episódio: "A Jaula"                     |
| 1959 | TV de Vanguarda                 | Sra. Minchale      | Episódio: "Casa de Estranhos"           |
| 1958 | TV de Vanguarda                 | —                  | Episódio: "Marty"                       |
| 1958 | Os Miseráveis                   | Madame Venturinier |                                         |
| 1958 | Quando os Caminhos se Encontram | —                  |                                         |
| 1958 | Contador de Histórias           | —                  | Episódio: "Eles falaram a mesma Língua" |
| 1957 | Seu Genaro                      | —                  |                                         |
| 1957 | Pequeno Mundo de D. Camilo      | Sra. Bilo          |                                         |
| 1954 | Scugniza                        | —                  |                                         |
| 1952 | Grande Teatro Tupi              | —                  | Episódio: "Priminho do Coração"         |
| 1952 | A Princesa das Czardas          | —                  |                                         |
| 1952 | Sonho de Valsa                  | —                  |                                         |
| 1952 | O Conde de Luxemburgo           | —                  |                                         |
| 1952 | A viúva alegre                  | Sra. Kromon        |                                         |

### Cinema
| Ano  | Título           | Personagem           |
| ---- | ---------------- | -------------------- |
| 1955 | A Carrocinha     | Dona Clotilde        |
| 1956 | O Gato de Madame | Funcionária do Museu |

## Ligações Externas
- Aída Mar. no IMDb.